# سیارک ۳۱۲۹
سیارک ۳۱۲۹ (به انگلیسی: 3129 Bonestell، نامگذاری:1979MK2) سه هزار و صد و بیست و نهمین سیارک کشف شده‌است که در ۲۵ ژوئن ۱۹۷۹ کشف شد.
قدر مطلق سیارک برابر ۱۲٫۴۰ است.